# Casatejada
Casatejada – gmina w Hiszpanii, w prowincji Cáceres, w Estramadurze, o powierzchni 111,82 km². W 2011 roku gmina liczyła 1453 mieszkańców.